# شب‌خروش‌های نی‌لبک‌زن
شب‌خروش نی‌لبک‌زن (نام علمی: Pipile) نام یک سرده از تیره گوش‌خراشان است.

## گونه‌ها
- شب خروش پیشانی سیاه،  Pipile jacutinga
- Red-throated piping guan, Pipile cujubi
- Trinidad piping guan, Pipile pipile
- شب‌خروش گلوآبی،  Pipile cumanensis
  - Gray's piping guan, Pipile cumanensis grayi